# Kelakere, Tirthahalli
Kelakere là một làng thuộc tehsil Tirthahalli, huyện Shimoga, bang Karnataka, Ấn Độ.